# Melitaea turkmanica
Melitaea turkmanica is een vlinder uit de familie Nymphalidae. De wetenschappelijke naam van de soort is voor het eerst geldig gepubliceerd in 1940 door Higgins.